# Linde (przedsiębiorstwo)

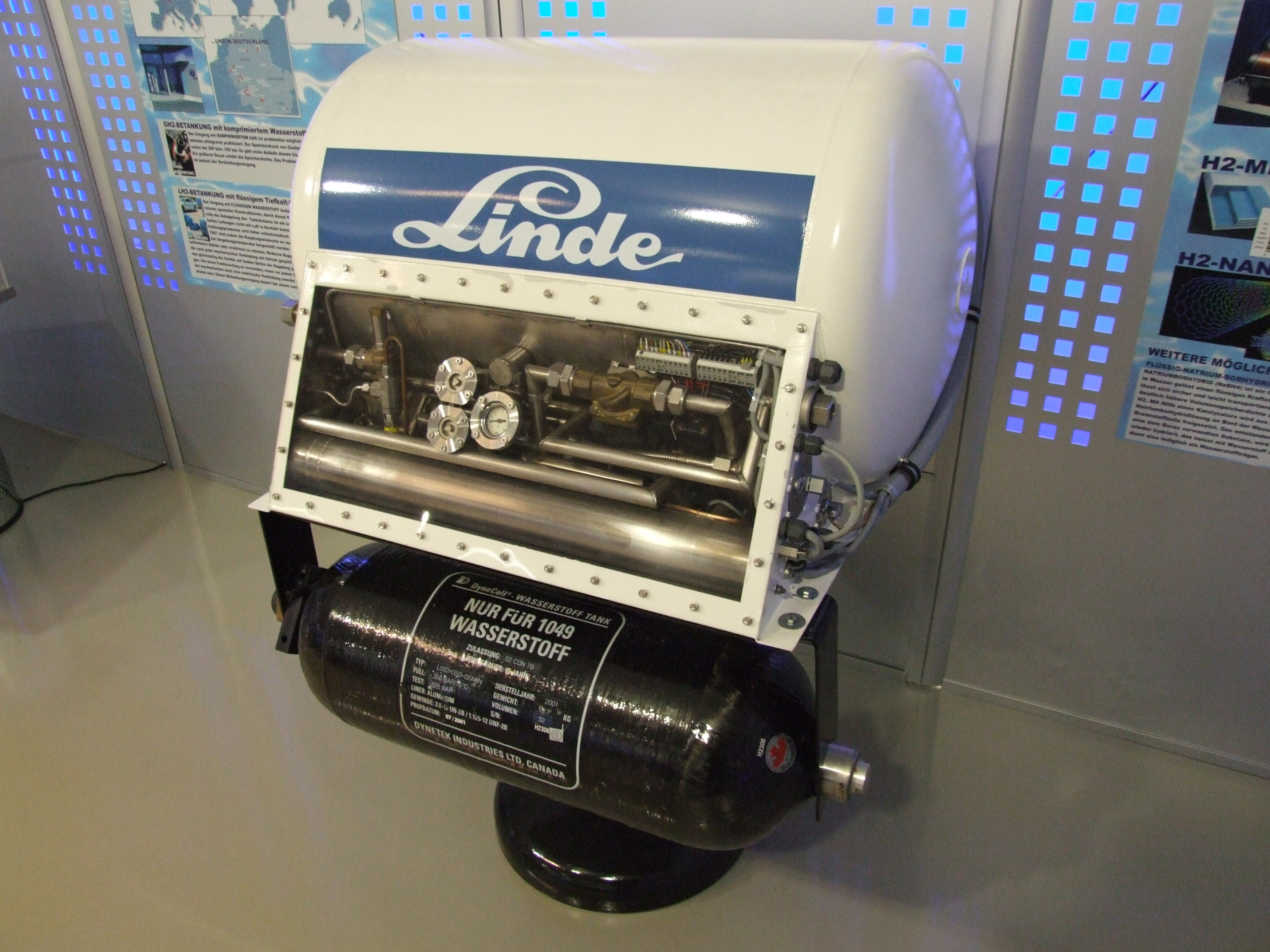
Zbiornik na ciekły wodór firmy Linde, Museum Autovision, Altlußheim, Niemcy

Linde plc (wcześniej Linde AG) – międzynarodowa korporacja chemiczna i największy na świecie dostawca gazów przemysłowych, zarówno pod względem udziału w rynku, jak i przychodów. Firma została założona w 1879 roku w Wiesbaden w Niemczech przez niemieckiego naukowca i inżyniera Carla von Linde. Główna siedziba korporacyjna mieści się w Woking w Wielkiej Brytanii. Pozostałe główne centra operacyjne mieszczą się w Danbury w Stanach Zjednoczonych oraz w Pullach im Isartal koło Monachium w Niemczech. 
Spółka Linde plc powstała w 2018 roku w wyniku fuzji Linde AG z amerykańskim przedsiębiorstwem Praxair, które zostało założone w 1907 roku pod nazwą Linde Air Products Company. Pozostałe międzynarodowe spółki zależne korporacji to Lincare Holdings, BOC, Afrox, American HomePatient, NuCo2, AUECC, GTG Plin, Nauticor.
Podstawową działalnością firmy Linde jest produkcja i dystrybucja gazów atmosferycznych, takich jak tlen, azot, argon i gazów rzadkich, oraz gazów procesowych, w tym dwutlenku węgla, helu, wodoru, amoniaku, gazów specjalnych i acetylenu. Produkty firmy znajdują zastosowanie w branżach takich jak rafinacja ropy naftowej, przemysł wytwórczy, spożywczy, nasycanie dwutlenkiem węgla napojów, produkcja światłowodów, hutnictwo, lotnictwo, przemysł chemiczny, produkcja elektroniki, w tym wyświetlaczy i paneli słonecznych, czy uzdatnianie wody i medycyna.
Linde zajmuje 463. miejsce na liście Fortune Global 500 i 187. miejsce na liście Forbes Global 2000.

## Linde w Polsce
Polska spółka Linde istnieje od roku 1993 pod nazwą Linde Gaz Polska Sp. z o.o. Główna siedziba znajduje się w Krakowie. Firma posiada na terenie Polski zakłady wytwarzające ciekłe azot, tlen i argon (ASU) oraz dwutlenek węgla, a także zakłady produkcji butlowej (napełnialnie). Linde Gaz Polska posiada również sieć autoryzowanych punktów sprzedaży detalicznej na terenie kraju (niemal 160 punktów). Oferuje sprężone i skroplone gazy techniczne, specjalne i medyczne oraz czynniki chłodnicze, suchy lód i chemikalia takie jak chlor.